# Theo Walcott
Theo James Walcott (ur. 16 marca 1989 w Londynie) – angielski piłkarz który występował na pozycji pomocnika. Wielokrotny reprezentant reprezentacji Anglii. Przez 12 lat występował w angielskim klubie Arsenal.

## Kariera klubowa

### Początki kariery
Theo Walcott dorastał w małej wiosce Compton niedaleko Newbury. Kiedy przebywał u szkolnego przyjaciela Adama Walkersa, zaoferował mu on grę w jego własnym zespole Steventon. Następnie wstąpił do lokalnej drużyny AFC Newbury. Swój pierwszy bardzo ważny mecz rozegrał w 2000 roku w rozgrywkach Peter Houseman League Cup. AFC Newbury do lat 11 pokonało 4-2 Albion Grange. W jednym sezonie w Newbury Walcott zdobył ponad 100 goli. Dalszą karierę rozwijał w Swindon Town, a następnie w Southampton.

### Southampton
W sezonie 2004/05 grając w Southampton, wystąpił w finałowym spotkaniu FA Youth Cup przeciwko Ipswich Town. Mając 15 lat i 175 dni był najmłodszym graczem występującym w rezerwach Southampton, grając w spotkaniu przeciwko Watford we wrześniu 2004 roku. Sezon 2005/06 także może zaliczyć do udanych. Stał się najmłodszym graczem występującym w pierwszym składzie Southampton.
Zadebiutował mając 16 lat i 143 dni w spotkaniu przeciwko Wolves w Championship League Football. Już 18 października 2005 rozegrał pełne 90 minut w spotkaniu przeciwko Leeds United i zdobył swoją pierwszą bramkę. Cztery dni później zagrał po raz pierwszy całe spotkanie na własnym boisku przeciwko Stoke City, powtórnie trafiając do siatki rywala.

### Arsenal
Jego wyczyny wkrótce zauważyły brytyjskie media, które widziały w nim jednego z najbardziej obiecujących młodych talentów angielskiej piłki. Niedługo potem pojawiły się spekulacje na temat jego dalszej kariery. Łączony był z najlepszymi klubami angielskiej Premiership takimi jak Arsenal, Chelsea, Liverpool, Manchester United i Tottenham. Zainteresowane nim były także zagraniczne potęgi Real Madryt, Juventus F.C., A.C. Milan i FC Barcelona.
Ostatecznie Walcott podpisał kontrakt z Arsenalem 20 stycznia 2006 roku opiewający na 5 milionów funtów z możliwością wzrostu do 12 milionów funtów, gdy będzie się dobrze spisywał na tle klubu i rozgrywek narodowych. Był to najdroższy kontrakt 16-latka w historii brytyjskiej piłki nożnej. Walcott zadebiutował w zespole rezerw Arsenalu 7 lutego 2006 przeciwko Portsmouth. Mimo tego, że zdobył bramkę młodzi Kanonierzy przegrali 3-2. Po tym spotkaniu Theo znalazł się wśród 18 piłkarzy wybranych na mecz przeciwko Realowi Madryt w rozgrywkach Ligi Mistrzów, które rozegrane zostało 21 lutego na stadionie Bernabeu. W 17. urodziny, które obchodził 16 marca 2006, podpisał profesjonalny kontrakt z Arsenalem, który będzie trwał do lata 2008 z możliwością przedłużenia.
19 sierpnia 2006 zagrał pierwsze spotkanie w Premier League przeciwko Aston Villi. Na boisko wszedł w 73 minucie spotkania. W Lidze Mistrzów Theo zadebiutował w spotkaniu przeciwko Dinamo Zagrzeb, bijąc tym samym rekord Cesca Fàbregasa, stał się najmłodszym graczem Arsenalu biorącym udział w tych rozgrywkach. W tym spotkaniu zaliczył także swój pierwszy żółty kartonik po strzale na bramkę po odgwizdaniu spalonego przez sędziego, a także dwie asysty. Wyczyny Walcotta z Arsenalem i z zespołem Anglii, przyniosły mu wiele nominacji do nagród m.in. w BBC Young Sports Personality.
23 lutego 2008 roku strzelił swojego pierwszego gola w Premiership. Miało to miejsce podczas spotkania z Birmingham City, w 49. minucie. Na drugą bramkę Theo nie musiał długo czekać – strzelił ją 5 minut później, dając Arsenalowi prowadzenie 2:1. Ostatecznie Kanonierzy zremisowali to spotkanie 2:2.
W trakcie treningu przed listopadowym spotkaniem z reprezentacją Niemiec doznał kontuzji barku, która wykluczy go z gry na trzy miesiące.
W 2012 roku Anglik ustrzelił dwa hat tricki. 20 października w meczu IV rundy Capital One Cup Walcott strzelił trzy bramki w meczu z Reading. Wyczyn powtórzył 29 grudnia strzelając hat tricka w ligowym meczu z Newcastle.
18 stycznia 2013 roku Walcott przedłużył kontrakt z londyńskim klubem na 3,5 roku. Jego zarobki w Arsenalu, według umowy, mają oscylować przy kwocie 100 tys. tygodniowo. Anglik potwierdził swoją dobrą dyspozycję i trafność wyboru strzelając dwie bramki w dwóch następnych meczach ligowych z Chelsea i West Ham United.
17 stycznia 2018 roku Walcott przeszedł do Evertonu. Kwota odstępnego wyniosła 22 mln euro.
W sierpniu 2023 w wieku 34 lat zakończył karierę.

## Kariera reprezentacyjna
Walcott po raz pierwszy wystąpił w reprezentacji Anglii 25 maja 2006 roku przeciwko Białorusi. Na boisko wszedł w drugiej połowie spotkania. 30 maja 2006 roku zaliczył pełny występ przeciwko Węgrom na Old Trafford, mając 17 lat i 75 dni. Anglia wygrała mecz 3-1. Sven-Goran Eriksson 8 maja 2006 roku powołał Walcotta na Mistrzostwa Świata 2006. Piłkarz nie zagrał jednak na tym turnieju ani minuty. Eriksson stwierdził, że doświadczenie jakie Walcott zdobył trenując z drużyną narodową, pozwoli mu na dalsze sukcesy w przyszłości.
15 sierpnia 2006 roku Walcott stał się najmłodszym graczem, który zdobył bramkę w reprezentacji do lat 21. Dokonał tego w debiucie, podczas zremisowanego meczu z Mołdawią. W meczu kwalifikacyjnym do Mistrzostw Europy do lat 21 zdobył dwie bramki w spotkaniu przeciwko Niemcom.
10 września 2008 roku w wygranym 4:1 wyjazdowym meczu przeciwko Chorwacji Walcott zdobył 3 bramki. Mecz miał prestiżowe znaczenie ze względu na fakt wyeliminowania Anglików przez Chorwatów w eliminacjach Euro 2008.
Anglik został powołany do reprezentacji na turniej Euro 2012. W meczu ze Szwecją Walcott strzelił gola i zaliczył asystą do Welbecka.

## Statystyki
Stan na 13 maja 2019 r.
| Klub             | Sezon   | Liga    | Liga | Liga   | Puchary | Puchary | Puchary | Europa  | Europa | Europa | Razem   | Razem | Razem  |
| Klub             | Sezon   | Występy | Gole | Asysty | Występy | Gole    | Asysty  | Występy | Gole   | Asysty | Występy | Gole  | Asysty |
| ---------------- | ------- | ------- | ---- | ------ | ------- | ------- | ------- | ------- | ------ | ------ | ------- | ----- | ------ |
| Southampton F.C. | 2005-06 | 21      | 4    | 0      | 2       | 1       | 1       | -       | -      | -      | 23      | 5     | 1      |
| Arsenal F.C.     | 2006-07 | 16      | 0    | 3      | 10      | 1       | 2       | 6       | 0      | 2      | 32      | 1     | 7      |
| Arsenal F.C.     | 2007-08 | 25      | 4    | 2      | 5       | 1       | 0       | 9       | 2      | 3      | 39      | 7     | 5      |
| Arsenal F.C.     | 2008-09 | 22      | 2    | 2      | 3       | 1       | 0       | 10      | 3      | 1      | 35      | 6     | 3      |
| Arsenal F.C.     | 2009-10 | 23      | 3    | 2      | 1       | 0       | 0       | 6       | 1      | 0      | 30      | 4     | 2      |
| Arsenal F.C.     | 2010-11 | 28      | 9    | 7      | 5       | 2       | 2       | 5       | 2      | 0      | 38      | 13    | 9      |
| Arsenal F.C.     | 2011-12 | 35      | 8    | 8      | 3       | 1       | 0       | 8       | 2      | 2      | 46      | 11    | 9      |
| Arsenal F.C.     | 2012-13 | 32      | 14   | 10     | 6       | 6       | 3       | 5       | 1      | 1      | 43      | 21    | 14     |
| Arsenal F.C.     | 2013-14 | 13      | 5    | 5      | 1       | 0       | 0       | 4       | 1      | 2      | 18      | 6     | 7      |
| Arsenal F.C.     | 2014-15 | 14      | 5    | 1      | 5       | 2       | 0       | 2       | 0      | 0      | 21      | 7     | 1      |
| Arsenal F.C.     | 2015-16 | 28      | 5    | 3      | 8       | 2       | 3       | 6       | 2      | 1      | 42      | 9     | 7      |
| Arsenal F.C.     | 2016-17 | 28      | 10   | 2      | 3       | 5       | 0       | 6       | 4      | 0      | 37      | 19    | 2      |
| Arsenal F.C.     | 2017-18 | 6       | 0    | 0      | 4       | 1       | 0       | 5       | 3      | 0      | 15      | 4     | 0      |
| Everton F.C.     | 2017-18 | 14      | 3    | 0      | 0       | 0       | 0       | 0       | 0      | 0      | 14      | 3     | 0      |
| Everton F.C.     | 2018-19 | 37      | 5    | 2      | 3       | 1       | 0       | 0       | 0      | 0      | 40      | 6     | 2      |
| Razem            | Razem   | 342     | 77   | 53     | 57      | 22      | 10      | 73      | 21     | 14     | 472     | 120   | 77     |

## Sukcesy

### Arsenal
- Puchar Anglii: 2014/15
- Tarcza Wspólnoty: 2015

### Indywidualne
- Sportowa osobowość roku wg BBC: 2006

## Życie prywatne
W czerwcu 2013 poślubił Melanie Slade. W kwietniu 2014 urodził im się syn Finley.
W 2010 wydał serię opowiadań dla dzieci opartych na własnych przeżyciach.